# Macrobrachium rosenbergii
Macrobrachium rosenbergii is een garnalensoort uit de familie van de Palaemonidae. De wetenschappelijke naam van de soort is voor het eerst geldig gepubliceerd in 1879 door Johannes Govertus de Man. De soort is genoemd naar Hermann von Rosenberg, die ze had verzameld in Nieuw-Guinea.
In oudere publicaties wordt deze soort vaak incorrect aangeduid als Palaemon carcinus.
M. rosenbergii is een grote zoetwatergarnaal (volgens de Man was een volwassen wijfje 25 cm lang) die leeft in grote rivieren en stromen die in zee uitmonden. Ze komt voor in kustgebieden van zuid- en zuid-oost-Azië, van het oosten van Pakistan tot Papoea-Nieuw-Guinea en de noordzijde van Australië.
De garnaal is een belangrijke voedselbron en wordt veel gekweekt, niet alleen in haar oorspronkelijk verspreidingsgebied maar ook in Afrika en Zuid-Amerika.